# Syrrhoe longifrons
Syrrhoe longifrons is een vlokreeftensoort uit de familie van de Synopiidae. De wetenschappelijke naam van de soort is voor het eerst geldig gepubliceerd in 1964 door Shoemaker.